# Richard Leite
Richard Fabián Leite (Luque, 16 de septiembre de 1983) es un futbolista paraguayo. Juega de centrocampista y su actual equipo es el Independiente de Campo Grande de la Primera División de Paraguay.

## Trayectoria
En sus inicios fue jugador de Liga Luqueña de Fútbol, de donde fue al club 12 de Octubre, donde trabajó por un periodo de tres años. Al término del contrato viaja a Ciudad del Este para participar de la pretemporada con el equipo del 3 de febrero, lugar desde donde se traslada para formar parte del Club Sol de América. Para el segundo semestre del 2008 regresa al 3 de febrero y a comienzos del 2009 es contratado por el Sportivo Luqueño. En mayo parte a Perú para jugar con el Sport Huancayo. En el 2010 vuelve a Paraguay y ficha por el Club 2 de Mayo de Pedro Juan Caballero del fútbol paraguayo que milita la categoría intermedia a mediados del año pasa al Club Independiente de Campo Grande de Paraguay, militando en la misma división intermedia y se consagra subcampeón y así el próximo año el club debutará en la Primera División del fútbol paraguayo.

## Clubes
| Club                          | País     | Año         |
| ----------------------------- | -------- | ----------- |
| 12 de Octubre                 | Paraguay | 2004 - 2007 |
| Sol de América                | Paraguay | 2008        |
| 3 de Febrero                  | Paraguay | 2008        |
| Sportivo Luqueño              | Paraguay | 2009        |
| Sport Huancayo                | Perú     | 2009        |
| 2 de Mayo                     | Paraguay | 2010        |
| Independiente de Campo Grande | Paraguay | 2010 - 2012 |